# みんなDEどーもくん!
『みんなDEどーもくん!』（みんなデどーもくん!）は、NHK Eテレ（2021年3月まではNHK BSプレミアム）で放送されている教育エンターテインメント番組。

## 概要
2011年（平成23年）3月26日の放送をもって終了した 『BSななみDEどーも』の後続番組で、2011年（平成23年）4月17日から放送している番組である。
2012年（平成24年）3月いっぱいでごきげん歌謡笑劇団への出演に伴い、爆笑オンエアバトル（放送終了）に常連として出演していたテツandトモが番組を卒業。また2012年（平成24年）4月からはオンバト+（放送終了）に常連で出演していたタイムマシーン3号を加え、ワンワンパッコロ!キャラともワールド内で放送していた。
2017年（平成29年）4月2日放送分を以て、花原あんりとタイムマシーン3号等が番組を卒業。
2017年（平成29年）4月9日放送分から、時間帯に変更、『ワンワンパッコロ!キャラともワールド』から再び独立した番組となった。
2020年（令和2年）4月からは、時間帯に変更と同時に『ワンワンパッコロ!キャラともワールド』とのローテーションで隔週放送していた。
2021年（令和3年）4月から放送局をNHK Eテレに移管して、日曜7:25 - 7:55の枠で毎月第1日曜の放送されていた。
2022年（令和4年）4月からは、時間帯に変更、土曜12:00 - 12:29の枠で毎月第1土曜の放送されていた。
2023年（令和5年）4月からは、時間帯に変更、火曜16:10 - 16:39の枠で毎月第1火曜の放送されている。
さらに番組当初から続いていた歌のお姉さんではなく、新しくダンスのお兄さんとアイドルユニットとどーもくんたちキャラクターがみんなで踊る新体制に。それに伴い、生バンドでの演奏は無くなりステージセットも新しくなった。またメインの進行を務めるエグスプロージョンが「どーもくん劇場」でも演じるため、芸人枠の出演者はいなくなったが2018年（平成30年）7月より爆笑トライアウトを経て爆笑オンエアバトル（共に放送終了）に常連として出演していたジャングルポケットが加入した。（放送では2018年9月2日が初参加）。
開始から2019年度までは前身番組同様東京都渋谷区の渋谷・NHK放送センターの敷地内にあるオープンスタジオ『みんなの広場ふれあいホール』内のCT-200スタジオで不定期日曜日の15時に収録を基本とし、年に数回は地方のコンサートホールでの収録を行う方式で制作されていた。
また、収録観覧方法であるが『みんなの広場ふれあいホール』の場合は『ウィークリーステラ』のふれあいホール情報欄で告知しているが地方収録の場合は総合テレビのデータ放送内にあるイベント情報や告知スポット、ラジオ第1放送の気象情報兼イベント情報案内のほか地方局の公式サイト内にあるイベント情報ページで告知し、往復はがきで郵送（宛て先がふれあいホールの場合は原則NHK放送センター、地方収録の場合は原則として地方局であるが地方自治体の文化事業もしくは観光事業関連部署になる場合もあるが開催地の文化施設になる場合もある）となっていたが、2018年（平成30年）3月収録分から観覧方法について若干変更となりふれあいホールでの収録は往復はがきでの郵送からネット応募に切り替え、地方収録は従来通り往復はがきでの郵送となっている（2019年2月現在地方収録もネット応募に切り替えのうえ、入場整理券を放送センターから直送される）。当選者は1家族につき最大4人（内訳は保護者1人（応募者）、子供は最大3人となっている）まで観覧できる。
『みんなの広場ふれあいホール』での収録は2回分を収録する日と、1回分だけを収録する日があるが、2回分を収録する場合1週目はゲストを招いての「どーもいらっしゃい」のコーナーがあり、2週目はゲストはなくエグスプロージョンらによるダンスパフォーマンスとなっていた。
2020年度はふれあいホールの閉館に伴い、NHKホール若しくは放送センターのスタジオ収録をメインに、以前からの地方収録を実施。Eテレ移行後の2021年度はNHKホールの休館及び放送の月1回化に伴い、原則地方収録で制作されているが、新型コロナウイルスの影響により地方収録ができない場合には放送センターでの非公開収録とした。
2024年3月度をもってジャングルポケットが卒業。2024年4月よりハナコが加入することが同局から発表された。それに伴い番組ロゴを一新する。

## 放送時間の変遷
| 放送局           | 期間                | 放送時間（JST）                   | 放送時間（JST）                                      |
| 放送局           | 期間                | 本放送                            | 再放送                                               |
| NHK BSプレミアム |                     |                                   |                                                      |
| ---------------- | ------------------- | --------------------------------- | ---------------------------------------------------- |
| NHK BSプレミアム | 2011年度            | 日曜 08:00 - 08:44（44分）        | 水曜 12:00 - 12:44（44分）                           |
| NHK BSプレミアム | 2012年度前期        | 日曜 08:25 - 09:00（35分）        | 土曜 13:55 - 14:30（35分）                           |
| NHK BSプレミアム | 2012年度後期        | 日曜 08:25 - 09:00（35分）        | 火曜 18:00 - 18:30（30分）                           |
| NHK BSプレミアム | 2013年度 - 2014年度 | 日曜 08:55 - 09:30（35分）        | 火曜 18:00 - 18:30（30分）                           |
| NHK BSプレミアム | 2015年度 - 2016年度 | 日曜 08:55 - 09:30（35分）        | 火曜 06:00 - 06:30（30分）火曜 18:00 - 18:30（30分） |
| NHK BSプレミアム | 2017年度 - 2019年度 | 日曜 08:30 - 09:00（30分）        | 火曜 11:15 - 11:45（30分）                           |
| NHK BSプレミアム | 2020年度            | 隔週日曜 08:00 - 08:30（30分）    | 火曜 11:15 - 11:45（30分）                           |
| NHK Eテレ        | 2021年度            | 毎月第1日曜 07:25 - 07:55（30分） | （放送なし）                                         |
| NHK Eテレ        | 2022年度            | 毎月第1土曜 12:00 - 12:29（29分） | 毎月第1日曜 07:30 - 07:59（29分）                    |
| NHK Eテレ        | 2023年度 - 2024年度 | 毎月第1火曜 16:10 - 16:39（29分） | 毎月第1土曜 12:00 - 12:29（29分）                    |
| NHK Eテレ        | 2025年度 - 現在     | 毎月第1火曜 16:30 - 17:00（30分） | 毎月第1土曜 12:00 - 12:30（30分）                    |

## 出演者

### 現在の出演者

#### 人間
- ハナコ（2024年4月 - ）
- 歌のおねえさん
  - 大原ゆい子（2020年4月12日 - ）
  - 大橋彩香（2020年4月12日 - ）

※スケジュールの都合により休演するメンバーあり

#### キャラクター
たーちゃん、うさじいについてはどーもくんを参照
- どーもくん
- ななみちゃん
- うさじい
- たーちゃん

### 過去の出演者

#### 人間
- テツandトモ（番組開始 - 2012年3月）（「BSどーもくんワールド」、「BSななみDEどーも」から継続して出演）
- タイムマシーン3号（2012年4月 - 2017年4月2日）
- エグスプロージョン（2017年4月9日 - 2018年3月11日）[6]
- ジャングルポケット（2018年9月2日 - 2024年3月5日）[7]
- 歌のおねえさん
  - 花原あんり（番組開始 - 2017年4月2日）
  - まひ☆るな（土井ひなた・日達舞・田村瑠恋星・原島和）（2017年4月9日 - 2020年3月29日）
- バックダンサー
  - ななみ's（ふれあいホール収録や地方収録に参加。「BSななみDEどーも」から継続して出演）（番組開始 - 2017年4月2日）

## 番組の内容

### ふれあいホール・NHKホール・都内のホールでの収録時
- オープニング「どーもは魔法の合言葉」
- どーもくん劇場（番組開始 - 2012年3月までテツandトモ、2012年4月 - 2017年4月2日までタイムマシーン3号、2017年4月9日 - 2018年3月25日までエグスプロージョン、2018年4月 - 6月まではどーもいらっしゃいで出演したゲストのお笑いユニット、2018年7月 - 2024年3月までジャングルポケット、2024年4月以降はハナコと着ぐるみのキャラクターたちが織り成すドタバタ喜劇が繰り広げられるが、ジャングルポケット加入後は不定期に一度どーもいらっしゃいのゲストが客演扱いとしてドタバタ喜劇に華を添える）
- 遊び歌（絵描き歌や手遊び歌など色々なパターンがある）
- どーもいらっしゃい（ゲストコーナー・ゲストによるパフォーマンスを披露する）
- どーもくんが行く（VTRによるロケコーナー）
- ジャングルるーれっと
- エンディング「ハピハピ」

### 地方収録時
- オープニング「どーもは魔法の合言葉」
- どーもくん劇場
- 遊び歌（手遊び歌中心）
- どーもいらっしゃい（NHK Eテレの番組出演者が登場し、番組にちなんだコーナーを即興で披露する）
- どーもくんが行く
- ジャングルるーれっと
- エンディング「ハピハピ」

## イベント
| 公演   | タイトル                           | 出演者 |
| ------ | ---------------------------------- | --- |
| 2011年 | どーもくんのともだちいっぱい!祭り  | 花原あんり、テツandトモ どーもくん、ななみちゃん、うさじい、たーちゃん 佐藤弘道、浜谷真理子 スプー、アネム、ズズ、ジャコビ                                            |
| 2019年 | 第1回BSこども番組 大集合スペシャル | ワンワン、パックン、リン、コロン、ららちゃん どーもくん、ななみちゃん、たーちゃん、ジャングルポケット シュッシュ、ポッポ、ゆめ、たいせい ぴっころ、アネム、めいちゃん |
| 2020年 | 第2回BSこども番組 大集合スペシャル | ワンワン、ほのぼのさん どーもくん、ななみちゃん、斉藤慎二、大原ゆい子、大橋彩香 シュッシュ、ポッポ、ゆめ、たいせい                                                    |